# Conus fergusoni
Conus fergusoni är en snäckart som beskrevs av Sowerby 1873. Conus fergusoni ingår i släktet Conus och familjen kägelsnäckor. Inga underarter finns listade i Catalogue of Life.

## Bildgalleri

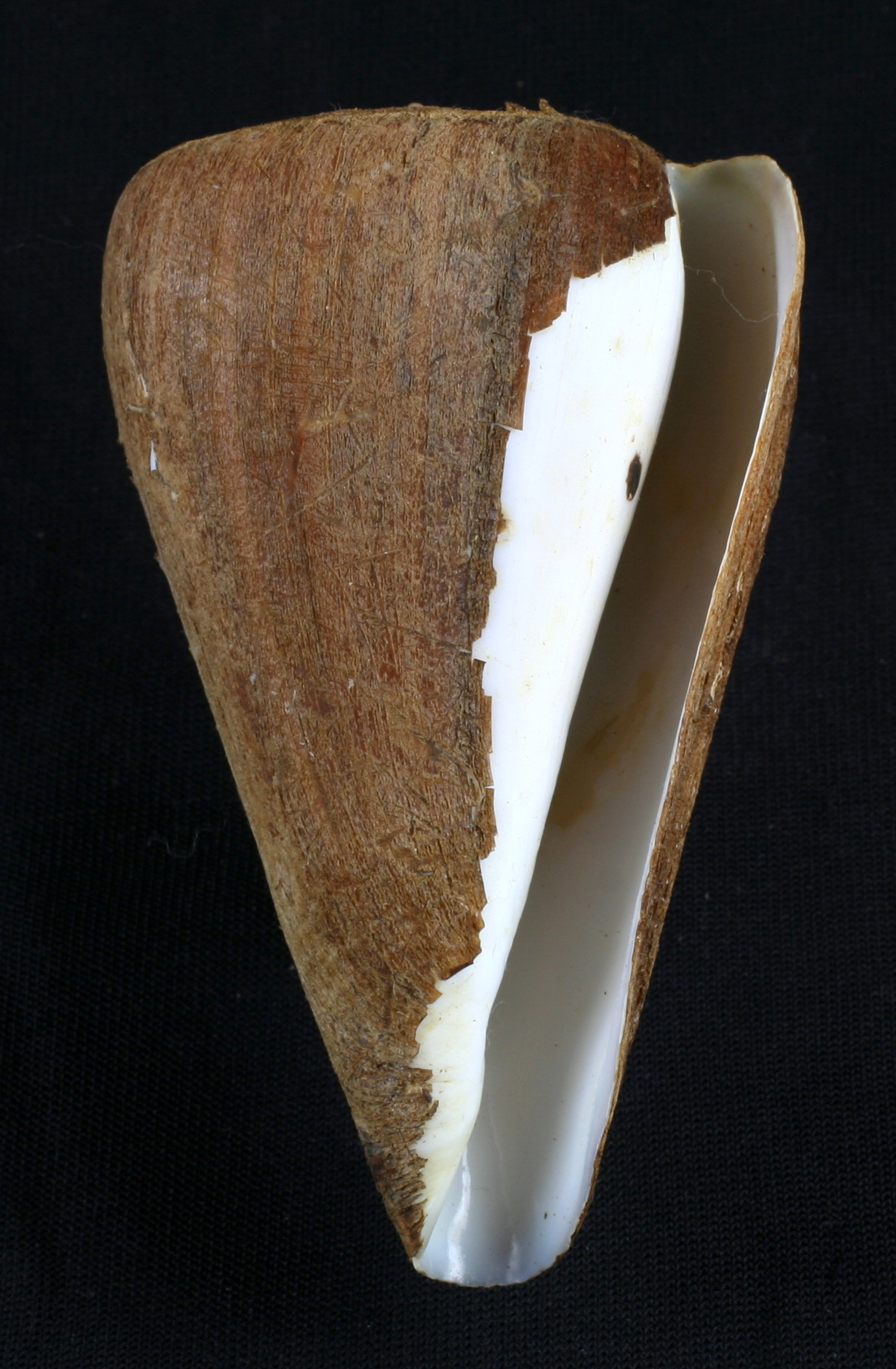
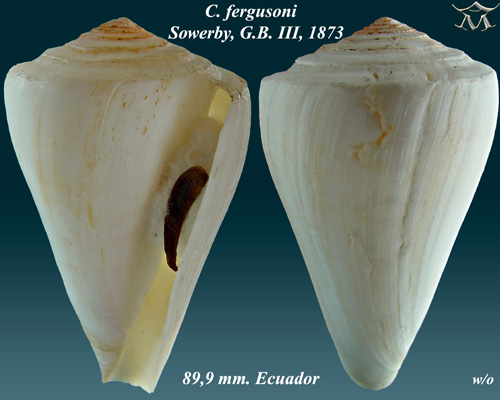
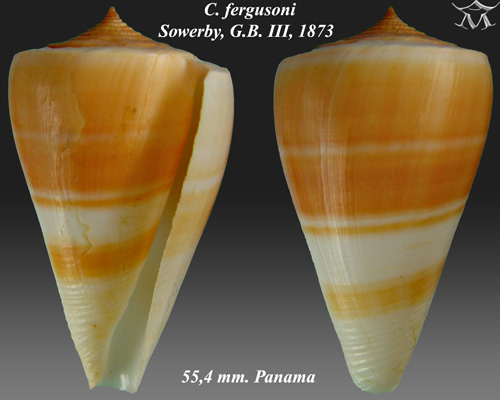